# نورمان كيري
نورمان كيري (بالإنجليزية: Norman Kerry)‏ هو ممثل أمريكي، ولد في 16 يونيو 1894 في الولايات المتحدة، وتوفي في 12 يناير 1956 بلوس أنجلوس في الولايات المتحدة بسبب نوبة قلبية.

## أعمال

### أفلام
- (1925) شبح الأوبرا

## وصلات خارجية
- نورمان كيري على موقع IMDb (الإنجليزية)
- نورمان كيري على موقع تيرنر كلاسيك موفيز (الإنجليزية)
- نورمان كيري على موقع أول موفي (الإنجليزية)
- نورمان كيري على موقع قاعدة بيانات الأفلام السويدية (السويدية)
- نورمان كيري على موقع ديسكوغز (الإنجليزية)
- نورمان كيري على موقع قاعدة بيانات الفيلم (الإنجليزية)